# Mathias Balifre
Mathias Balifre [Mathieu, Ballifre, Baliffre], né en 1585 et mort en 1641, est un chanteur de la Chambre et de la Chapelle du roi, actif sous le règne de Louis XIII.
Il est baptisé le 3 novembre 1585 à l’église Saint-Germain l’Auxerrois, né du chanteur Claude Balifre et de sa femme Louise Rescyon.

## Chanteur, puis maître des enfants de la Chambre du roi
Dès 1611 Mathias Balifre est cité comme chanteur de la Chambre dans l’État de la musique du roi, mais il est le plus souvent cité dans les registres de la Chapelle à cette époque. En 1614 il est dit chantre ordinaire du roi et il figure comme chanteur de la Chambre dans l’État de 1619.
En 1622 il est dit chantre de la Chapelle et de la Chambre du roi mais dès août 1623 maître de musique de la Chambre du roi. Les quinze dernières années de sa vie révèlent une amélioration de sa condition : il est dit sieur de Saint-Germain et officier du roi en 1624 ; il reçoit le 11 novembre 1625 la survivance de la charge de maître de la musique de chambre du roi détenue par son père Claude Balifre (qui meurt peu après). En 1631 il est dit valet de chambre du roi.
Mathias Balifre est inhumé le 3 janvier 1641 « à l’âge de 52 ans environ » en l’église Saint-Nicolas des Champs. Sa signature est reproduite dans Jurgens 1967 p. 65.

## Famille et descendance
Mathias Balifre est d'abord marié à Louise de Vivonne, dont il a un fils Charles, né le 15 mars 1611 et enterré le 22 mai suivant, et un second fils Charles, baptisé le 5 août 1614 en l'église Saint-Sulpice, dont la marraine est Catherine de Vivonne, fille d'honneur de la Reine Marguerite. Louise meurt le 30 avril 1632 à Chavagné dans les Deux-Sèvres.
Il a ensuite plusieurs enfants de Marie Viel, avec qui il ne se fiance que le 2 décembre 1640 quand elle a 28 ans. Ce sont Charlotte, née le 23 mars 1630 (baptême du 28 avril), Antoine, né vers 1627 et enterré le 29 juin 1631 à Saint-Nicolas des Champs, Mathias, baptisé le 12 septembre 1631 en la même église et mort jeune, une fille Claude, née en 1634 et baptisée le 26 juin 1635 à l'âge de 18 mois, Charlotte, baptisée le 18 avril 1640 en la même église, et deux fils encore, Staléon-François et Eustache, nés vers 1635. Il a aussi eu un fils Nicolas qui, le 26 juin 1640, est confié à un maître ouvrier en drap d’or pour parachever un apprentissage commencé en septembre 1638 et un autre fils Louis qui avait commencé un apprentissage similaire à la même date. Marie Viel meurt le 10 juin 1641, peu après son mari.
Comme pour son père, quelques actes de parrainage révèlent des liens avec des membres de la musique du roi : Mathias Balifre est parrain le 6 février 1597 de Charles Guédron, fils de Pierre Guédron, tandis que le parrain de son fils Mathias, baptisé en 1631, est Guillaume Blouet, chantre ordinaire de la Chapelle du roi. De même, le parrain de son fils Eustache est Eustache Picot, chanoine de la Sainte-Chapelle et sous-maître de la Chapelle du roi.
La famille Balifre a souvent déménagé : Mathias possède en 1622 une maison rue Balifre, attenante à celle de son père ; il demeure en 1623 rue des Petits-Champs, en 1624 rue au Maire, en 1631 rue de la Truanderie, en 1639 rue de la Croix et en 1649 rue des Fontaines. On connaît un contrat de bail du 8 mars 1638 pour une maison louée rue de la Fontaine pour 200 lt de loyer annuel.